# ميخائيل بروس روس
ميخائيل بروس روس (بالإنجليزية: Michael Bruce Ross) هو قاتل متسلسل أمريكي، ولد في 26 يوليو 1959 في Putnam, Connecticut ‏ في الولايات المتحدة، وتوفي في 13 مايو 2005 في Somers, Connecticut ‏ في الولايات المتحدة.